# Transition (Genetik)
| Ausgangsbase |   | Mutation |
| ------------ | - | -------- |
| A            | ↔ | G        |
| C            | ↔ | T        |

Unter Transition  versteht man in der Genetik eine Punktmutation innerhalb einer Klasse von Basen, z. B. eine Purinbase wird durch eine andere Purinbase ersetzt.
Der andere Fall wäre eine Transversion, wenn eine Purin- durch eine Pyrimidinbase ersetzt wird oder umgekehrt.